# Пущины
Пу́щины — русский дворянский род, одного происхождения с Муравьёвыми. О принадлежности Пущиным напоминают названия усадеб Пущино-на-Оке и Пущино-на-Наре.

## Обзор
Родоначальник, Есип Васильевич Пуща, пожалован поместьями в Новгородской области в 1500 году.  Семейка Булгаков, сын Пущин, писан в «Тысячной книге» лучших дворян и детей боярских в 1550 году.
Андрей Васильевич был 2-м воеводой в Ивангороде (1582). Пётр Иванович (ум. 1812) был адмиралом и сенатором. Из его сыновей Иван Петрович (ум. 1842) служил генерал-интендантом армии, потом сенатором, Павел Петрович (ум. 1828) — сенатором. Николай Николаевич Пущин (ум. 1848) командовал дворянским полком. Михаил и Иван Ивановичи — декабристы. Из них первый был потом комендантом Бобруйской крепости.
Другая отрасль Пущиных восходит к концу XVI века. Из неё происходил Панкратий Константинович Пущин, воевода в Пронске, Хотмыжске и Дорогобуже (1654—58).
Род Пущиных внесён в VI, II и III части родословных книг Псковской, Воронежской, Курской, Минской, Московской, Новгородской, Санкт-Петербургской, Рязанской, Смоленской, Тверской, Тульской и Черниговской губерний.
Род происходит от Пущи Васильевича. В справке Разрядного архива показано, что Пуща и его брат Муравей Васильевичи в 7008/1500 году переведены из Рязани на службу в Великий Новъ-градъ, получили поместья в Воцкой пятине Новгородского уезда и от них произошли фамилии: от Пуща - Пущины, от Муравья - Муравьевы. Отец Есипа Васильевича Пуща и его брата Муравья - Василий Алаповский, рязанский сын боярский, жил около половины XV века.

#### Первая ветвь
Потомство Михаила Пущина, помещика Тульского уезда (ум. до 1587г). К данной ветви относится Федор Павлович убитый под Смоленском в 1634 году.
- Панкратий Константинович, воевода у Ореховского пролома в Кашире (1646), 2-й воевода в Дорогобуже (1654-1658), откуда посылан головою у татар под г.Борисов (1655);
- Елизар Матвеевич, рейтарский полковник с сеунчем (вестник) о разбитии крымцев (1662);
- Кирилл Панкратьевич, прислан с сеунчем (вестником) о взятии г.Вильны (30 июля 1655), сторожеставец в Крымском походе (1687)[2].

#### Вторая ветвь
Потомство Алексея Пущина, помещика Рязанского уезда в конце XVI века.
- Трофим Алексеевич, помещик Рязанского уезда (ум.1667)[2].

#### Третья ветвь
Потомство Бориса Пущина, помещика Рязанского уезда, жил в конце XVI века.
- Вонифатий Борисович, помещик Рязанского уезда (ум.1672)[2].

#### Четвертая ветвь
Потомство Данила Пущина, дворянина Смоленской губернии.
- Николай Данилович;
- Иван Данилович (ум. 02.12.1813)[2].

#### Пятая ветвь
- Кондратий Пущин, военный обер-офицер;
- Иван Кондратьевич (ум. до 1835)[2].

## Известные представители

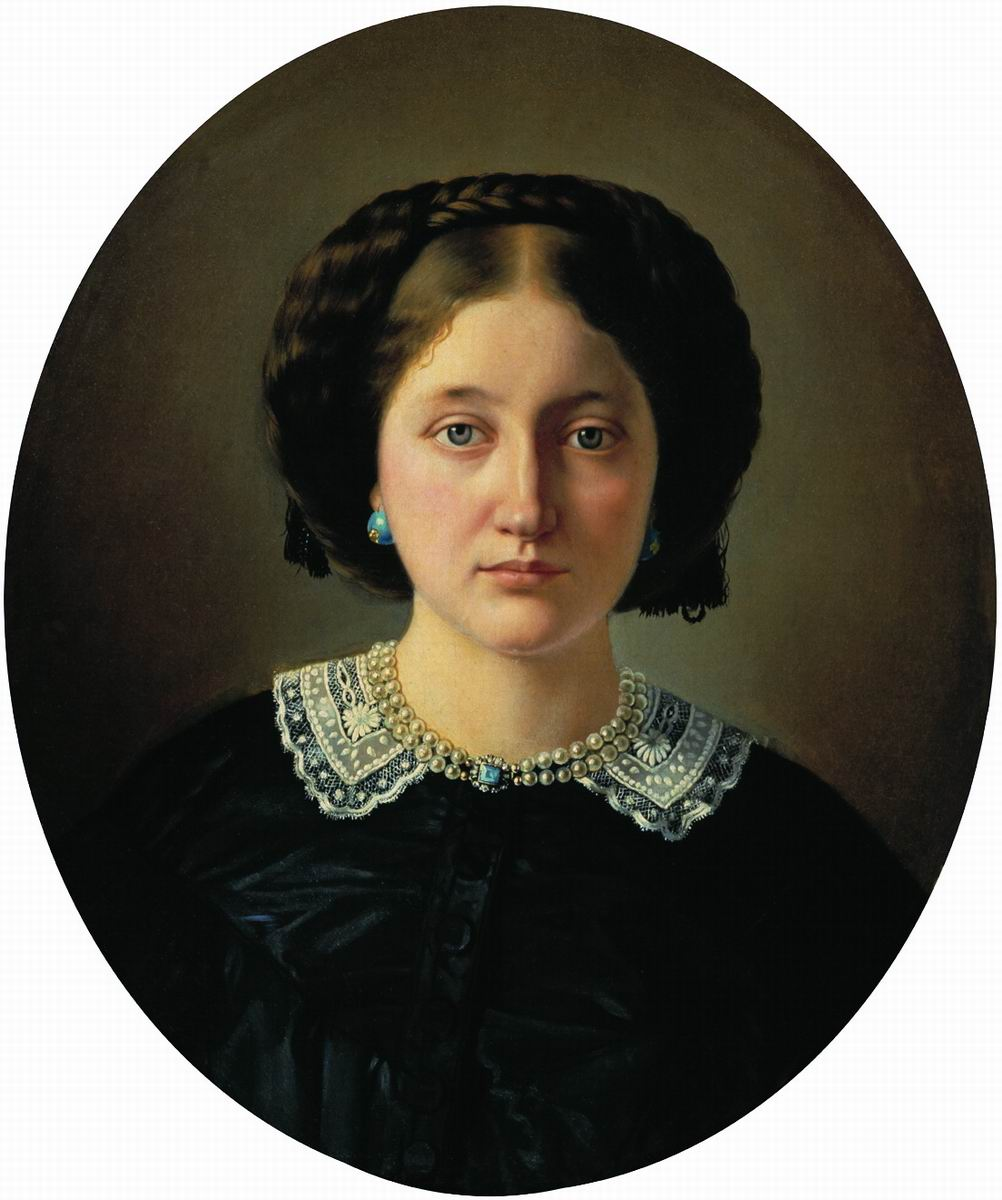
Портрет Варвары Пущиной-Иордан (1855)

- Пущин, Всеволод Павлович (1801—1877) — генерал-майор; Георгиевский кавалер.
- Пущин, Иван:[править]  -  Пущин, Иван Петрович (1754—1842) — генерал-лейтенант, участник русско-турецкой войны (1769—1774), сенатор.
  - Пущин, Иван Иванович (1798—1859) — декабрист, коллежский асессор.
- Пущин, Кирилл Панкратьевич (1630-е—после 1703) — воевода (1677—1684).
- Пущин, Константин Михайлович (1570-е—1640-е) — воевода (1622—1637).
- Пущин, Лаврентий Иванович (1874—1929) — общественный деятель и политик, член Государственной думы от Орловской губернии.
- Пущин, Леонид Петрович (1843—1898) — офицер Российского императорского флота, Георгиевский кавалер, генерал-майор флота.
- Пущин, Михаил:[править]  -  Пущин, Михаил Иванович (1800—1869) — декабрист.
  -  Пущин, Михаил Николаевич (1842—1878) —  Герой русско-турецкой войны.
  -  Пущин, Михаил Николаевич (1911—1980) — советский военный лётчик, Герой Советского Союза.
- Пущин, Николай:[править]  -  Пущин, Николай Иванович (1803—1874) — чиновник Министерства юстиции, тайный советник (1860). 
  -  Пущин, Николай Николаевич (1792—1848) — генерал-лейтенант русской императорской армии.
  -  Пущин, Николай Николаевич (1861—после 1917) — кораблестроитель, главный инспектор кораблестроения, генерал-лейтенант.
- Пущин, Нил Львович (1837—1891) — генерал-майор по адмиралтейству, начальник Главного гидрографического управления и председатель Морского учёного комитета.
- Пущин, Павел:[править]  -  Пущин, Павел Петрович (1768—1828) — генерал-лейтенант, участник русско-шведской и наполеоновских войн, сенатор.
  -  Пущин, Павел Сергеевич (1785—1865) — генерал-лейтенант, участник наполеоновских войн и подавления Польского восстания.
- Пущин, Панкратий Константинович (?—1677) — воевода и московский дворянин.
- Пущин, Пётр:[править]  -  Пущин, Пётр Данилович (1759 — после 1800) — русский военный деятель, генерал-майор.
  -  Пущин, Пётр Иванович (1723—1812) — русский адмирал и сенатор.

## Описание герба
В Гербовнике Анисима Титовича Князева 1785 года имеется изображение печати с гербом сенатора (1802). адмирала Балтийского флота, героя Шведской войны Петра Пущина (1723-1812), не имеющий ничего общего с официально утвержденным гербом: в щите, имеющим серебряное поле, изображены переплетённые между собой латинские буквы серого цвета, с инициалами хозяина печати. Щит увенчан дворянским шлемом (без дворянской короны), с выходящей из него поднятой рукой, держащей меч. Цветовая гамма намета не определена. На намете с левой стороны сидит птица, а с правой стороны изображена восьмиугольная звезда.
Известен примечательный случай, изображения герба Пущиных на камне, который первоначально находился в коллекции мемориальных масонских вещей декабристов в Музее революции в Ленинграде, затем передан в Государственный Русский музей, а в 1954 году - в Государственный Эрмитаж. Предмет, по всей видимости, принадлежал генерал-майору Павлу Сергеевичу Пущину (1789-1865), члену Союза благоденствия и масону. На отполированной поверхности голыша в форме сердца, красно-коричневого оттенка, напоминающего запекшуюся кровь, в низком рельефе вырезано изображение дворянского герба Пущиных. Композиция представляет собой щиток из четырех частей. В первой и четвертой частях изображены одноглавые орлы на крапленом фоне, а во второй и третьих частях, перекрещенные шпаги остриями вниз, под дворянской короной. Щит увенчан дворянским шлемом с наметом. Над шлемом изображен одноглавый орел с ожерельем в клюве.
Специалисты утверждают, что камень-голыш был привезен из Святой земли и поэтому имел символический смысл для масона Пущина.